# Marie-Christine Beddies
Marie-Christine Beddies (* 28. März 1997 in Reutlingen) ist eine deutsche Handballspielerin. Aktuell spielt sie bei der TG Nürtingen in der 2. Bundesliga auf den Positionen Rückraum Mitte und Rückraum rechts.

## Karriere
Beddies spielte in der Jugend für den VfL Pfullingen. 2011 wechselte die 1,62 Meter große Rückraumspielerin in die B-Jugend der TuS Metzingen. Im Jahr 2013 gewann sie mit der regionalen Auswahlmannschaft des Handballverbandes Württemberg den Länderpokal des Deutschen Handballbundes (heute: Deutschland-Cup). Sie wurde ins All-Star-Team des Turniers gewählt. In der Folge wurde sie im Februar 2014 zum Sichtungslehrgang des deutschen Handballbundes für die Nominierung zur Jugendnationalmannschaft für die U-18-Weltmeisterschaft im selben Jahr in Mazedonien eingeladen.
Ab 2015 gehörte sie dem Kader der ersten Mannschaft der TuS Metzingen in der Bundesliga an. In der Saison 2015/16 wurde sie im Kader der TuS Metzingen deutscher Vizemeister in der Bundesliga und Zweitplatzierter im europäischen EHF-Pokal (heute: EHF European League).
Ab dem Sommer 2015 besaß sie ein Zweitspielrecht für den Zweitligisten SG H2Ku Herrenberg. Zur Saison 2016/17 schloss sie sich vollumfänglich der Zweitligamannschaft aus Herrenberg an. Mit dieser erreichte Beddies in der Saison 2015/16 und der Saison 2020/21 jeweils den dritten Platz der 2. Handball-Bundesliga. In Herrenberg war Beddies unter anderem Mitspielerin der U-18-Vizeweltmeisterin Aylin Bok. Nach dem Rückzug der SG H2Ku Herrenberg aus der 2. Bundesliga zum Ende der Saison 2022/23 wechselte Beddies innerhalb der Spielklasse zur TG Nürtingen.

## Privates
Ihre ältere Schwester ist die ehemalige Bundesligahandballspielerin Katharina Beddies.